# Kozîn, Bilohirea
Kozîn (în ucraineană Козин) este un sat în comuna Pererosle din raionul Bilohirea, regiunea Hmelnîțkîi, Ucraina.

## Demografie
Componența lingvistică a localității Kozîn
     Ucraineană (99,61%)
Conform recensământului din 2001, majoritatea populației localității Kozîn era vorbitoare de ucraineană (99,61%), existând în minoritate și vorbitori de alte limbi.